# 대한민국 제18대 국회 전반기 의장단 선거
제18대 국회 전반기 의장 선거는 2008년 7월 10일에 실시되었으며, 부의장 선거는 7월 10일과 7월 16일에 나누어 실시되었다.
선거 결과 5선의 김형오 한나라당 의원이 국회의장에, 4선의 이윤성 한나라당 의원과 4선의 문희상 통합민주당 의원이 국회부의장에 선출되었다.
여당인 한나라당은 7월 4일 첫 국회 본회의를 열고 국회의장단을 선출하려 시도했으나, 제1야당인 통합민주당에서 미국산 쇠고기 수입 협상에 대한 항의의 표시로 국회부의장 후보도 내지 않고 등원도 하지 않자 단독으로 국회의장단을 선출할 수는 없다는 여론에 따라 선거를 연기하였다. 국회가 임기 개시 후 첫 회기 안에 국회의장을 선거하지 못한 것은 1996년 이래로 처음 있는 일이었다.
이후 홍준표 한나라당 원내대표와 원혜영 통합민주당 원내대표가 7월 8일 회동하고 국회의장 선거를 7월 10일 실시하기로 합의하면서 국회는 무려 42일의 마비 상태를 끝내고 바야흐로 정상으로 작동하게 되었다. 다만 통합민주당 몫 국회부의장 후보는 7월 15일에야 결정되었으므로, 7월 10일에는 국회의장 선거와 한나라당 몫 국회부의장 선거만 진행하고 통합민주당 몫 국회부의장 선거는 7월 16일에야 실시하게 되었다.

## 선거 제도
국회의 의장 및 부의장은 국회의원들의 무기명 투표로 선출하되 만약 1차 투표 결과 재적 의원의 과반을 득표한 자가 없으면 2차 투표를 실시하고, 2차 투표에서도 과반 득표자가 나오지 않을 시 최고득표자와 차점자에 대하여 3차 결선 투표를 실시하되 이 경우 단순 다수 득표자를 당선자로 하도록 되어있었다.

## 후보

### 국회의장 후보

#### 한나라당
한나라당은 2008년 6월 2일 소속 의원 153명 중 145명이 참석한 가운데 의원총회를 개최하고 5선의 김형오 의원을 국회의장 후보로 선출하였다.
김형오 의원과 안상수 의원은 서로 양보를 요구하며 경선을 피하여 애쓰는 모습이었으나, 결국 양측 모두 출마 의사를 굽히지 않아 합의 추대 대신 경선이 실시되었다. 두 후보는 모두 친이계였으나 김형오 의원은 그 중에서도 이상득계, 안상수 의원은 이재오계로 분류되고 있었다. 안상수 의원은 이번만큼은 수도권 국회의장이 필요하다며 초재선 의원들을 상대로 지지를 호소했으며, 김형오 의원은 원내대표 시절 야당과의 협치를 이끌어낸 자신의 경험을 내세워 자신이 국회에 화합을 가져올 적임자라고 주장하였다.
| 후보     | 득표 | %    | 비고 |
| -------- | ---- | ---- | ---- |
| 김형오   | 102  | 70.3 | 당선 |
| 안상수   | 42   | 29.0 |      |
| 기권     | 1    | 0.7  |      |
| 총투표수 | 145  | 100  |      |

### 국회부의장 후보

#### 한나라당
한나라당은 국회의장 후보 경선과 동시에 국회부의장 후보 경선도 진행하였는데, 4선의 이윤성 의원이 유일하게 입후보하여 무투표 당선되었다.
당초 국회부의장 후보로는 친이계의 이윤성·정의화 의원, 친박계의 김영선 의원 등 세 명의 의원들이 거론되고 있었는데, 정의화 의원은 바로 직전 원내대표 경선 출마 무산의 후유증으로 출마를 포기하였으며, 김영선 의원도 당시 친박계 복당 문제가 당내에서 시끄러운 점을 고려하여 불출마하였다. 따라서 유일하게 후보로 등록한 이윤성 의원이 투표 없이 만장일치로 당선되었다.

#### 통합민주당
대통합민주신당과 민주당의 합당으로 창당된 통합민주당은 2008년 7월 15일 소속 의원 81명 중 79명이 참석한 가운데 의원총회를 개최하고 4선의 문희상 의원을 국회부의장 후보로 선출하였다.
대통합민주신당 계열의 문희상 의원과 민주당 계열의 박상천 의원이 양강 구도를 달리고 있었으며, 여기에 열린우리당이 아닌 민주당 의원이었지만 대통합민주신당 창당에 참여했던 김영진 의원까지 가세해 경선은 3파전으로 치러졌다. 당초 다선 의원 우대 및 소수파 배려 차원에서 박상천 의원을 합의 추대 형식으로 선출하자는 안이 대두되었으나, 당의 주류인 대통합민주신당 계열 의원들의 강력한 의지로 경선이 실시되었다. 문희상 의원은 포용의 리더십을, 박상천 의원은 수차례 당 대표와 원내대표를 역임한 자신의 경륜을 내세우며 지지를 호소하였으나, 둘 다 각자의 계파의 이익만을 대변할 것이라는 우려에 부딪혀 애를 먹었다. 그 사이 김영진 의원은 문희상 의원은 국정 실패 세력의 수장이며, 박상천 의원은 구태 계파 정치의 상징이라며 맹공하고, 합당을 성사시킨 1등 공신이자 소신 정치인인 자신이 국회부의장이 돼야 한다고 주장하였다.
| 후보     | 1차 투표 | 1차 투표 | 결선 투표 | 결선 투표 | 비고 |
| 후보     | 득표     | %        | 득표      | %         | 비고 |
| -------- | -------- | -------- | --------- | --------- | ---- |
| 문희상   | 36       | 45.6     | 43        | 55.8      | 당선 |
| 박상천   | 28       | 35.4     | 33        | 42.9      |      |
| 김영진   | 15       | 19.0     | -         | -         |      |
| 기권     | 0        | 0        | 1         | 1.3       |      |
| 총투표수 | 79       | 100      | 77        | 100       |      |

## 선거 결과

### 국회의장 선거
부산광역시 영도구 지역구의 김형오 한나라당 의원이 당선되었다.
| 후보   | 소속       | 득표 | %    | 비고 |
| ------ | ---------- | ---- | ---- | ---- |
| 김형오 | 한나라당   | 263  | 88.0 | 당선 |
| 조순형 | 자유선진당 | 4    | 1.3  |      |
| 문희상 | 통합민주당 | 1    | 0.3  |      |
| 박지원 | 무소속     | 1    | 0.3  |      |
| 이미경 | 통합민주당 | 1    | 0.3  |      |
| 이상득 | 한나라당   | 1    | 0.3  |      |
| 이용희 | 자유선진당 | 1    | 0.3  |      |
| 홍사덕 | 친박연대   | 1    | 0.3  |      |
| 기권   | 기권       | 2    | 0.7  |      |
| 무효   | 무효       | 8    | 2.7  |      |
| 결석   | 결석       | 16   | 5.4  |      |
| 재적   | 재적       | 299  | 100  |      |

### 한나라당 몫 국회부의장 선거
인천광역시 남동구 갑 지역구의 이윤성 한나라당 의원이 당선되었다.
| 후보   | 소속       | 득표 | %    | 비고 |
| ------ | ---------- | ---- | ---- | ---- |
| 이윤성 | 한나라당   | 216  | 72.2 | 당선 |
| 변웅전 | 자유선진당 | 16   | 5.4  |      |
| 문희상 | 통합민주당 | 5    | 1.7  |      |
| 권영세 | 한나라당   | 1    | 0.3  |      |
| 안상수 | 한나라당   | 1    | 0.3  |      |
| 이병석 | 통합민주당 | 1    | 0.3  |      |
| 이종걸 | 통합민주당 | 1    | 0.3  |      |
| 기권   | 기권       | 1    | 0.3  |      |
| 무효   | 무효       | 6    | 2.0  |      |
| 결석   | 결석       | 51   | 17.1 |      |
| 재적   | 재적       | 299  | 100  |      |

### 통합민주당 몫 국회부의장 선거
경기도 의정부시 갑 지역구의 문희상 통합민주당 의원이 당선되었다.
| 후보   | 소속       | 득표 | %    | 비고 |
| ------ | ---------- | ---- | ---- | ---- |
| 문희상 | 통합민주당 | 223  | 74.6 | 당선 |
| 박상천 | 통합민주당 | 5    | 1.7  |      |
| 변웅전 | 자유선진당 | 1    | 0.3  |      |
| 변재일 | 통합민주당 | 1    | 0.3  |      |
| 이종걸 | 통합민주당 | 1    | 0.3  |      |
| 홍재형 | 통합민주당 | 1    | 0.3  |      |
| 무효   | 무효       | 6    | 2.0  |      |
| 결석   | 결석       | 61   | 20.4 |      |
| 재적   | 재적       | 299  | 100  |      |